# حسن علی‌اف
حسن علی‌اف (ترکی آذربایجانی: Həsən Əliyev) دانشمند آذربایجانی در رشته‌های جغرافیا و خاک‌شناسی بود.

## زندگی‌نامه
حسن علی‌اف ۱۵ دسامبر سال ۱۹۰۷ در شهر تاناهات (نام قبلی: «زنگزور») کشور ارمنستان کنونی به دنیا آمد. در سال ۱۹۱۷، خانواده‌اش به همراه دیگر آذربایجانیان از این منطقه اخراج شده و به نخجوان منتقل شدند. پس از آنکه در نخجوان اسکان یافتند، حسن علی‌اف میان سال‌های ۱۹۱۷ تا ۱۹۲۴ در کارهای مختلفی اشتغال یافت. در سال ۱۹۲۵ در مدارس شبانه نخجوان شروع به تحصیل کرد. در سال ۱۹۳۰، از «هنرستان کشاورزی نخجوان» دانش‌آموخته گردید. در سال ۱۹۲۷، هنگامی که دانشجو بود، در بخش مبارزه با موذیان «کمیساریای مسائل خاک نخجوان شوروی» مشغول به کار بود. در سال ۱۹۲۹، به عنوان مربی در «اتحادیه پنبه‌کاران نخجوان» و در بخش «اتحادیه پنبه کاران آذربایجان» در استان گنجه گماشته شد.
در سال ۱۹۳۰، وارد آکادمی دولتی کشاورزی آذربایجان و ۲ سال بعد از آنجا فارغ‌التحصیل شد. همزمان با اینکه در این آکادمی دانشجو بود، در سوخوز «گارایری» گنجه معلمی می‌کرد. در سال ۱۹۳۲، وارد مقطع تحصیلات تکمیلی دانشکده علمی- پژوهشی پنبه‌کاری آذربایجان و در سال ۱۹۳۴، از آنجا دانش‌آموخته شد. در سال ۱۹۳۴، در سن ۲۷ سالگی به ریاست «ایستگاه تجربه» دانشکده پنبه‌کاری آکادمی دولتی کشاورزی آذربایجان واقع در «شیروان» رسید. پس از دو سال اشتغال در آنجا، به عنوان دانش‌پژوه در بخش خاکشناسی شعبه آکادمی ملی علوم شوروی سابق در آذربایجان استخدام شد، در حالی که سمت دبیری علمی را نیز بر عهده داشت.
در سال ۱۹۳۵، به عضویت در «انجمن سراسری خاک‌شناسی اتحادیه» درآمد. طی این سال‌ها، همزمان با امور پژوهشی، تدریس در دانشگاه‌ها نیز پیشه کرد. بعد از این از اواخر دهه ۱۹۳۰ به عنوان دانشیار در دانشکده جغرافیای دانشگاه تربیت مدرس آذربایجان گماشته شد. در سال ۱۹۳۹، به جمع اعضای «انجمن سراسری جغرافیای شوروی» سابق پیوست.
در سال ۱۹۴۱، با درخواست داوطلبانه خود به سربازی رفت. در سال ۱۹۴۳، بعد از آنکه در نبرد با آلمانی‌ها به شدت زخمی گردید، به باکو بازگشت. پس از مداوای طولانی مدت در سال ۱۹۴۳، مجدداً به سمت خود در شعبه آکادمی ملی علوم شوروی در آذربایجان برگشت و همان سال به زمامداری بخش جغرافیا رسید. همزمان با اینکه ریاست این بخش را عهده‌دار بود، در سال ۱۹۴۴، با دفاع از پایان‌نامه خود درجه علمی دکترای علوم کشاورزی را ازآن خود نمود.
در سال ۱۹۴۴، سکان معاونت امور علمی قسمت خاک‌شناسی و شیمی کشاورزی را در دست خود گرفت. در پی اینکه در سال ۱۹۴۵ با تأسیس آکادمی ملی علوم آذربایجان قسمت یادشده به یک دانشکده مبدل گردید، وی تا سال ۱۹۴۹، معاونت رئیس آن دانشگاه را عهده‌دار شد. افزون بر این، بین سال‌های ۱۹۴۵ الی ۱۹۴۹ به عنوان دانشیار کل در دانشکده جغرافیای دانشگاه تربیت مدرس آذربایجان مشغول به درس دادن شد.
در خلال سال‌های ۱۹۴۶ تا ۱۹۶۲ ریاست شعبه «انجمن سراسری خاک‌شناسی شوروی» سابق در آذربایجان را بر عهده داشت.
بین سال‌های ۱۹۴۹ الی ۱۹۵۲ ریاست دانشگاه گیاه‌شناسی آکادمی ملی علوم آذربایجان را در دست خود گرفته و در پیشرفت این مؤسسه علمی کوشش فروانی از خود نشان داد. در سال ۱۹۵۲، در کنار اینکه به سکانداری معاونت اول وزیر کشاورزی آذربایجان رسید به عنوان دبیرکل کمیته مرکزی «حزب کمونیست آذربایجان» نیز منصوب گردید. در همان سال عضو حضوری آکادمی ملی علوم آذربایجان شد.
وی برای اولین بار در میان آکادمی‌های ملی علوم کشورهای عضو شوروی سابق در سال ۱۹۵۵ «کمیسیون حفاظت از طبیعت» تحت هیئت رئیسه آکادمی ملی علوم آذربایجان را سازماندهی نمود که صدارت آن را نیز بر عهده خویش گرفت.
علاوه بر اینها، نماینده دوره ۱۰ و ۱۱ مجلس ملی آذربایجان شوروی شده‌است. در سال‌های مختلف از او با اعطای نشان لنین، «نشان پرچم سرخ کار»، «نشان ستاره سرخ»، «نشان به چریک جنگ میهنی»، «نشان مایع افتخار» و مدال طلای آکادمی ملی علوم شوروی تقدیر گردیده‌است. وی ۲ فوریهٔ ۱۹۹۳، زندگی را وداع گفته و در پارک مفاخر باکو به خاک سپرده گردید.
دانشکده جغرافیای آکادمی ملی علوم جمهوری آذربایجان وامدار نام حسن علی‌اف می‌باشد.

## خانواده
او پدر راسیم علی‌اف، دارنده نشان معمار افتخاری جمهوری آذربایجان است.